# La Vista, Nebraska
La Vista är en stad (city) i östra delen av den amerikanska delstaten Nebraska. Staden hade 15 758 invånare vid 2010 års folkräkning vilket gör den till den tredje största staden i Sarpy County. La Vista är en administrativt oberoende förstad till Omaha och ingår i Omahas storstadsområde.

## Historia
Staden grundades 1959 som en anlagd förort till Omaha och fick stadsrättigheter som självständig stad 1960.